# Lasse Nielsen (fodboldspiller, født 1987)
 Der er flere personer med dette navn, se Lasse Nielsen.
Lasse Nielsen (født 3. marts 1987) er en dansk fodboldspiller, der spiller i Lyngby Boldklub.

## Titler
- Polsk Super Cuppen: 1
  - 2016 med Lech Poznań